# 遍照院 (葛飾区)
遍照院（へんじょういん）は、東京都葛飾区にある真言宗豊山派の寺院。新四国四箇領八十八箇所霊場第35番札所。

## 概要
710年（和銅3年）に開山した。葛飾区内で最も古い寺で、七堂伽藍を有する大寺院であったという。
その後、1538年（天文7年）の国府台合戦の戦火により廃寺化したが、1572年（元亀2年）になり教吽によって中興され、「金光山遍照院最勝寺」に改称した。
1733年（享保18年）、旧名に従い「仏生山遍照院和銅寺」と改称した。

## 文化財
遍照院異形板碑
葛飾区指定有形文化財

## 交通アクセス
- 金町駅より徒歩35分（経路案内）。